# سنجاب زمینی کالیفرنیا
سنجاب زمینی کالیفرنیا (نام علمی: Otospermophilus beecheyi) نام یک گونه از سرده دانه‌دوست‌ها است.